# Сен-Ламбер, Жан-Франсуа де
Маркиз Жан-Франсуа де Сен-Ламбер (фр. Jean-François de Saint-Lambert; 26 декабря 1716, Нанси − 9 февраля 1803, Париж) — лотарингский, позднее французский поэт и философ Эпохи Просвещения, член Французской Академии.

## Биография
Родился в небогатой семье лотарингского дворянства, рано поступил на службу в полк герцога Станислава Лещинского, впоследствии участвовал в Семилетней войне. Прославился в высшем свете своими победами над женскими сердцами. Среди его возлюбленных молва числила даже мадам де Буффлер, фаворитку престарелого герцога Лотарингии.
После выхода в 1758 г. в отставку с военной службы обосновался в Париже, где сошёлся с энциклопедистами и сделался желанным гостем салонов того времени, где читал свои сочинения (печатал же их неохотно). По просьбе Дидро подготовил несколько статей для его «Энциклопедии». Наиболее известное своё произведение — описательную поэму «Времена года» (Les Saisons), начатую ещё в 1733 году, — сделал достоянием печати только в 1769 году.
Враги Вольтера активно распространяли слухи, что Сен-Ламбер был любовником его возлюбленной Эмили дю Шатле, которая якобы забеременела не от Вольтера, а от Сен-Ламбера после нескольких месяцев их связи. В те времена беременность в 42 года была чрезвычайно опасной. Эмили умерла вскоре после родов, а её новорожденная дочь скончалась восемнадцать месяцев спустя.
Во время революции Сен-Ламбер удалился из Парижа и провёл последние годы жизни в уединении, в доме г-жи Удето, с которою его с давних пор связывали тесные узы взаимной симпатии и которую он «отбил» у Руссо (эта история легла в основу романа «Новая Элоиза», где Сен-Ламбер выведен под именем Вольмара). Шатобриан в «Замогильных записках» приводит их как пример людей XVIII столетия, переживших своё время. Сен-Ламбер, действительно, ушёл из жизни позже остальных энциклопедистов. Был похоронен на кладбище Монмартр, позже перезахоронен на Пер-Лашез.

## Сочинения
Про поэму Сен-Ламбера «Времена года» Вольтер писал, что «это единственный труд нашего века, который войдёт в историю». Другие современники (в их числе Дидро) справедливо указывали, что поэма (подобно «Садам» Делиля) производит впечатление чего-то холодного и безжизненного, что автор усиленно идеализирует сельскую жизнь, что его описания лишены колоритности, поэтического чутья, истинного понимания природы. Поэма была переведена на немецкий (1791) и другие языки Европы. Благодаря изящности и тонкости популярностью у современников пользовалась также лёгкая поэзия Сен-Ламбера («Poésies fugitives», «Le matin et le soir»).
Сен-Ламбер писал также романы, повести, философские сказки — «Абенаки» и «Зимео» (1769), «Два друга» (повесть из жизни ирокезов, 1770), «Восточные сказки» (1772). Ему принадлежат также трактаты и рассуждения общего характера («Опыт о роскоши», 1764), изданные отдельным томом в 1801 году; среди них наиболее известен труд «Основы нравственности всех народов, или Всемирный катехизис» (1798). У Сен-Ламбера даже в начале XIX века были подражатели; его влияние чувствуется в произведениях Кампенона, Эсменара, Мишо.

## Источник текста
- Сен-Ламбер, Жан-Франсуа // Энциклопедический словарь Брокгауза и Ефрона : в 86 т. (82 т. и 4 доп.). — СПб., 1890—1907.